# Estonsko na Zimních olympijských hrách 2006
Estonsko na Zimních olympijských hrách 2006 reprezentovalo 26 sportovců, z toho 17 mužů a 9 žen v 6 sportech.

## Medailisté
| Medaile | Jméno                      | Sport         | Disciplína                 |
| ------- | -------------------------- | ------------- | -------------------------- |
| Zlato   | Kristina Šmigunová-Vähiová | Běh na lyžích | ženy skiatlon 7,5 + 7,5 km |
| Zlato   | Kristina Šmigunová-Vähiová | Běh na lyžích | ženy 10 km klasicky        |
| Zlato   | Andrus Veerpalu            | Běh na lyžích | muži 15 km klasicky        |